# Slaget vid Ticinus
Slaget vid Ticinus var ett slag i november 218 f.Kr. under det andra puniska kriget mellan Hannibals kartagiska styrkor och romarna under Publius Cornelius Scipio.

## Slaget
Då Hannibal Barkas korsat Alperna med 50 000 fotsoldater, 9 000 ryttare och 37 stridselefanter så sändes flera romerska styrkor ut för att sätta stopp för honom. En romersk scoutkår (utkiksgrupp) på 6 000 ryttare och troligen kring 1 000 veliter - spjutkastare - skymtade Hannibals armé på kanske 30 000 man vid Ticinus. Deras numerära underlägsenhet, 7 000 mot 30 000, var inte särskilt lockande så de ville helst undvika strid och vände tillbaka. Hannibal ville å sin sida inte förlora överraskningsmomentet utan tog sina kvarvarande 6 000 ryttare (3 000 hade stupat bland bergen) och anföll den romerska kåren som drevs iväg. En del av dem kom fortfarande undan och varskodde högkvarteret, men det bäddade bara inför det förkrossande Trebiaslaget.